# 黄体芳
黄 体芳（こう たいほう、Huang Tifang、1832年 - 1899年）は、清末の教育家。字は「漱蘭」。

## 経歴
1832年、浙江省温州瑞安県生まれ。1863年、進士となり、翰林院庶吉士・編修となる。
1883年、江蘇学政の時に南菁書院を設立し、講師に黄以周・繆荃孫らを招き、経学・史学・散文・天文学・数学を教えた。戊戌の変法の際には維新派として康有為を支持し、時事問題について頻繁に上書した。著作に『漱蘭詩葺』がある。子の黄紹箕と甥の黄紹第も進士となった。